# بابل (مجموعه تلویزیونی کره جنوبی)
بابل (انگلیسی: Babel؛‏ کره‌ای: 바벨) مجموعهٔ تلویزیونی محصول کره جنوبی سال ۲۰۱۹ با بازی پارک شی هو و جانگ هی جین است. این مجموعه از ۲۷ ژانویه تا ۲۴ مارس ۲۰۱۹، روزهای شنبه و یکشنبه ساعت ۲۲:۵۰ (کی‌اس‌تی) از تی‌وی چوسان پخش شد.

## خلاصه داستان
داستان این مجموعه دربارهٔ دادستانی است که حاضر است برای انتقام خود هر کاری انجام دهد و یک بازیگر زن که پس از ازدواج با خانواده‌ای ثروتمند، همه چیزش را از دست می‌دهد.

## بازیگر

### اصلی
- پارک شی هو در نقش چا وو هیوک[۳]

خبرنگار سابق روزنامه که اکنون به عنوان دادستان فعالیت می‌کند
- جانگ هی جین در نقش هان جونگ وون[۴]

بازیگر سابق که با ته مین هو ازدواج کرده است